# 堤中納言物語
《堤中納言物語》（つつみちゅうなごんものがたり）是平安時代後期成立的中古日本的短篇物語集，共有十篇短篇以及一篇殘篇，創作年代、作者各自不同，推定最遲應為十三世紀前之作品。

## 概要
除了一篇以外，其他九篇之作者、詳細寫作時間皆不知。然而，文永八年（1271年）之「風葉和歌集」已經提到了其中的「花桜折る少将（中将）」、「はいずみ」、「ほどほどの懸想」、「貝合はせ」等篇，因此認定創作年代在文永八年以前。十篇物語中，並沒有出現名為「堤中納言」者，為何命名為「堤中納言物語」，仍然是眾說紛紜。

## 內容
以下之順序、依據各寫本而有所不同。現存之寫本皆為江戶時代時所抄錄的。

### 
「越過逢坂的權中納言」唯一知曉創作者和年代的一篇。天喜三年（1055年）由小式部所撰，係為「六條齋院物語合」（天喜三年五月三日物語歌合）所新作之作品。
故事描寫一位如源氏物語中，薰之君一般的貴公子的戀愛。
依照主人公之官銜不同，有「少将」「中将」「大将」等不同題名。
中文有譯作「愛蟲公主」等。有言是以「蜂飼大臣」藤原宗輔之女為原型，描寫一位熱愛毛毛蟲而不愛蝴蝶的公主的故事。
宮崎駿的風之谷的娜烏西卡中主角娜烏西卡即是發想自本文。
中文譯作「其次」，為歌物語。大意為一中宮（或女御）因無聊而嘗試薰香。
書簡風之短篇。
中文譯作「灰墨」，為歌物語。
係「古本説話集」第十九段「平中事」、狂言「墨塗」中皆能見到的「墨塗說話」系短篇。前半部有關伊勢物語第二十三段，後半則以平中墨塗譚為基調。
中文譯「分際之戀」。
從女童和小舎人童之戀開始，到侍與女房、頭中將與宮之姬等三組主從關係，相應其身分之不同戀愛。
中文譯「貝殼遊戲」。
以為起頭的數行殘篇，係故意置於此或實為抄本之佚失，眾說紛紜。